# Metro Boomin
Leland Tyler Wayne, művésznevi Metro Boomin, Young Metro, Metro Beatz, Lil Metro és Metro (Saint Louis, 1993. szeptember 16. –) amerikai zenei producer, lemezkiadó és DJ. Sötét zenei stílusáról és annak a modern hip-hop-ra és trapre gyakorolt hatásáról ismert. Ezenkívül a zeneiparban néhány "producer tag"-je úgymond szállóigévé vált, többek között: "If Young Metro don't trust you, I'm gon' shoot you", "Metro!" és "Metro Boomin want some more, n*gga". Ezeket előszeretettel mondják fel zenéikben más előadók, akikkel gyakran közreműködik, például Future és Young Thug, illetve néhány további, mint The Weeknd, 21 Savage, Drake, Travis Scott, Migos és Kanye West.
Missouri-ban, St. Louis városában nőtt fel, ahol 2009-ben, 16 évesen kezdte zenei karrierjét. Ekkor még ő maga is rappelt egy kis ideig; majd később, 2011-ben Atlantába költözött, hogy a Morehouse főiskolára járhasson, és közben elkezdte munkáját olyan atlantai előadókkal, mint Future, Young Thug, 21 Savage, Gucci Mane és Migos. Wayne az iLoveMakonnen és Drake által közösen kiadott Tuesday nevű számuk után tett szert nagyobb sikerre, ami 12. helyen végzett a U.S. Billboard Hot 100-on. Később együttműködött Drake-kel és Future-rel a Jumpman című számon, és szintén Future-rel és The Weeknd-el a Low Life-on, mielőtt elérte, karrierje során először, az első helyet a Bad and Boujee című dallal, a Migos nevű együttessel közreműködve. Ezek után sorban következtek nagyobb sikerei, többek között a Congratulations Post Malone által, a Tunnel Vision Kodak Black által, a Mask Off Future által, a Bank Account 21 Savage által, és karrierje során másodszor is az első helyet elérő Heartless The Weeknd által.
Wayne közreműködött pár albumon is: Savage Mode (2016) és Savage Mode II (2020) 21 Savage által, DropTopWop (2017) Gucci Mane által, Perfect Timing (2017) Nav által és Double or Nothing' (2017) Big Sean által, We Don't Trust You, We Still Don't Trust You (2024) Future által. Wayne saját debütáló stúdióalbuma, a Not All Heroes Wear Capes 2018-ban jelent meg, majd 4 évvel később, 2022-ben második albumát is kiadta Heroes & Villains néven. (Ebből 2 további verzió is megjelent: a Heroes & Villains: Heroes Edition, illetve a Heroes & Villains: Villains Edition.) Mindkettő első helyen végzett a U.S. Billboard 200-on. Az utóbbi tartalmazta többek között a Creepin című kislemezt is, The Weeknd és 21 Savage közreműködésével, ami több országban is a legjobb tíz közé jutott, az Egyesült Államokat beleértve, ahol a 3. helyet érte el a Billboard Hot 100-on, amivel Metro Boomin legmagasabb helyezést elért kislemeze lett.